# غزوه بنی‌نضیر
غزوه بنی نضیر یکی از غزوات محمد در سال چهارم هجری قمری است که بین نیروی اسلام و قبیله بنی نضیر رخ داده‌است.

## بنی نضیر
قبیله بنی نضیر، قبیله ای یهودی ساکن در مدینه بودند که پس از هجرت محمد به مدینه، با وی معاهده امضاء نمودند. علت نامگذاری آنها به بنی نضیر، سکونت آنان در نزدیکی کوهی به نام نضیر بوده‌است. بنا بر گزارش برخی منابع،‌ این قبیله از نسل هارون بن عمران بوده‌اند.

## آغاز غزوه
برخلاف تعهدی که پیش از آن توسط بنی نضیر با مسلمانان بسته شده بود، رهبران این گروه یهودی، قصد ترور محمد را کردند؛ اما پس از آگاهی محمد از این توطئه، به این قبیله لشکرکشی کرد و پس از محاصره‌ای طولانی، اهالی قبیله تسلیم شدند.  پس از تسلیم یهودیان بنی نضیر، ۱۵ روز فرصت از جانب محمد به اهالی قبیله داده شد تا هر کدام به اندازه یک بار شتر را با خود همراه ساخته و از مدینه خارج شوند. اموال باقی مانده همگی از آن پیامبر محسوب شد و پیامبر آنها را با کسب رضایت انصار، بین مهاجرین تقسیم کرد.